# Rêhérychefnakht
Rêhérychefnakht, « Connu du roi et chef des scelleurs », était un notable de l’Égypte antique sans véritable importance.

## Sépulture
Sa tombe, complètement ravagée a été retrouvée dans une petite pyramide située au nord du monument de la reine Ânkhésenpépi III à Saqqarah en avril 2004 ; elle a été dégagée, de février à avril 2005 par Philippe Collombert et l'équipe de la Mission archéologique française de Saqqâra. Cette tombe a la particularité d'avoir les parois en partie recouvertes des Textes des pyramides et en partie des Textes des sarcophages. Il est possible qu'il s'agisse du monument le plus tardif avec les Textes des Pyramides.